# Lumbir (plaats)
Lumbir is een bestuurslaag in het regentschap Banyumas van de provincie Midden-Java, Indonesië. Lumbir telt 8834 inwoners (volkstelling 2010).